# Ptilinopus victor
El tilopo naranja (Ptilinopus victor) es una especie de ave columbiforme de la familia Columbidae endémica de las islas Fiyi.

## Subespecies
Se conocen dos subespecies de Ptilinopus victor:
- Ptilinopus victor victor - norte de Fiyi (Vanua Levu, Rabi, Kooa y Taveuni)
- Ptilinopus victor aureus - noreste de Fiyi (Qamea y Laucala)